# Samuel Nguiffo
Samuel Nguiffo est un avocat camerounais. Il est directeur du Centre pour l'Environnement et le Développement à Yaoundé.

## Biographie
Il a reçu le prix Goldman pour l'environnement en 1999, pour ses efforts sur la protection des forêts tropicales humides d'Afrique centrale.